# 가와카미 데쓰타로
가와카미 데쓰타로(일본어: 河上 徹太郎 1902년 1월 8일 ~ 1980년 9월 22일)는 일본의 문예평론가이자 음악평론가이다. 일본에 발레리와 지드를 번역, 소개하며 프랑스 상징주의를 바탕으로 평론을 전개하였고, 셰스토프를 일본에 소개했다. 고바야시 히데오, 나카하라 주야 등과 교류했다. 1962년 일본예술원 회원으로 선출되었다.